# Kismossor
Kismossor (Mielichhoferia) är ett släkte av bladmossor. Kismossor ingår i familjen Bryaceae.

## Dottertaxa till Kismossor, i alfabetisk ordning[1][2]
- Mielichhoferia acuminata
- Mielichhoferia acutifolia
- Mielichhoferia angustata
- Mielichhoferia antisanensis
- Mielichhoferia argentifolia
- Mielichhoferia aristata
- Mielichhoferia aristatula
- Mielichhoferia assamica
- Mielichhoferia auriseta
- Mielichhoferia australis
- Mielichhoferia badhwarii
- Mielichhoferia borbonica
- Mielichhoferia brachyclada
- Mielichhoferia brotheri
- Mielichhoferia bryocarpa
- Mielichhoferia canescens
- Mielichhoferia cardotii
- Mielichhoferia castanea
- Mielichhoferia chlorocarpa
- Mielichhoferia clavitheca
- Mielichhoferia coarctata
- Mielichhoferia cuspidata
- Mielichhoferia cuspidifera
- Mielichhoferia demissa
- Mielichhoferia elgonensis
- Mielichhoferia elongata
- Mielichhoferia fabronioides
- Mielichhoferia filiramea
- Mielichhoferia gracilis
- Mielichhoferia grammocarpa
- Mielichhoferia gymna
- Mielichhoferia herzogii
- Mielichhoferia himalayana
- Mielichhoferia humipetens
- Mielichhoferia hymenostomoides
- Mielichhoferia immersidens
- Mielichhoferia japonica
- Mielichhoferia julacea
- Mielichhoferia lahulensis
- Mielichhoferia laxiretis
- Mielichhoferia leptoclada
- Mielichhoferia linderi
- Mielichhoferia lonchocarpa
- Mielichhoferia longipes
- Mielichhoferia longiseta
- Mielichhoferia lorentziana
- Mielichhoferia macrocarpa
- Mielichhoferia macrodonta
- Mielichhoferia macrophylla
- Mielichhoferia macrospora
- Mielichhoferia manca
- Mielichhoferia megalocarpum
- Mielichhoferia microcarpa
- Mielichhoferia microdonta
- Mielichhoferia micropoma
- Mielichhoferia mielichhoferiana
- Mielichhoferia minutifolia
- Mielichhoferia minutissima
- Mielichhoferia modesta
- Mielichhoferia ochracea
- Mielichhoferia ovalis
- Mielichhoferia pampae
- Mielichhoferia paroica
- Mielichhoferia patagonica
- Mielichhoferia pilifera
- Mielichhoferia plagiobrioides
- Mielichhoferia plumosa
- Mielichhoferia procera
- Mielichhoferia punctulata
- Mielichhoferia robusta
- Mielichhoferia sanguinolenta
- Mielichhoferia sasaokae
- Mielichhoferia schmidii
- Mielichhoferia secundifolia
- Mielichhoferia seriata
- Mielichhoferia seriola
- Mielichhoferia serrae
- Mielichhoferia serridens
- Mielichhoferia sinensis
- Mielichhoferia speluncae
- Mielichhoferia striidens
- Mielichhoferia subbasilaris
- Mielichhoferia subcampylocarpa
- Mielichhoferia subclavitheca
- Mielichhoferia subminutifolia
- Mielichhoferia subnuda
- Mielichhoferia sullivanii
- Mielichhoferia tehamensis
- Mielichhoferia ulei
- Mielichhoferia vardei
- Mielichhoferia woodii